# Tres tristes tigres (programa de televisión)
Tres tristes tigres, también conocido como Tres tristes tigres del Trece, fue un programa televisivo humorístico argentino conducido por Jorge Guinzburg, junto a "Chino" Volpato y Dady Brieva. Se emitió en 1996 por El Trece los jueves a las 22:00 hs. Se han emitido varias repeticiones del programa por el canal Volver: principalmente durante todo 2008, como homenaje tras el fallecimiento de Jorge Guinzburg, y luego en 2009-2010 y en 2013; en la actualidad Tres tristes tigres vuelve a aparecer cada tanto en la programación de Volver, y los sketchs del programa gozan de una considerable popularidad en YouTube.

## Historia del ciclo
En 1995 Guinzburg había finalizado su exitoso ciclo humorístico junto a Horacio Fontova, Peor es nada, y junto con Volpato y Brieva decidieron armar un proyecto televisivo tras la separación del trío cómico Midachi (el cual volvería a formarse en el año 2000). Mientras craneaban su idea para un programa humorístico, Dady Brieva recibe un llamado de Marcos Mundstock, quien le propone reemplazar a Daniel Rabinovich en la gira de Les Luthiers por España, sin embargo Brieva no acepta esta propuesta ya que el contrato para Tres tristes tigres ya había sido firmado con Guinzburg. Por otra parte, el tercer integrante del grupo Midachi, Miguel del Sel, se encontraba trabajando en la pantalla de Telefe como parte del personal de humoristas de Marcelo Tinelli en su programa Videomatch, donde permaneció hasta 1997.
Tres tristes tigres se emitió por primera vez el 7 de marzo de 1996, y a lo largo de su ciclo contó con la participación especial y recurrente de Roberto Fiore. Poco después del estreno del primer programa, los integrantes del elenco asistieron como invitados especiales a una emisión de Badía & Compañía, donde hicieron en vivo el sketch de los "Martines Fierros".

## Participaciones especiales e invitados
El ciclo contó con muchos invitados especiales, los cuales fueron: Daniel Rabinovich, Valeria Lynch, Horacio Fontova, Julia Zenko, Patricia Sosa, Zucchero, los Illya Kuryaki and the Valderramas, Los Bandoleiros, Gastón Pauls, Antonio Birabent, Manuel Wirzt, Pipo Cipolatti, Nito Artaza, Raúl Portal, Chiche Almozny, Horacio Cabak, Juan Acosta, Claudio Morgado, Paola Krum, Federico D’Elía, Marcelo Araujo, Esteban Prol, Pablo Rago, Guillermo Francella, Alejandro Fiore, Moisés Ikonicoff, Blanca Curi, Alejandra Pradón, Jorge Lanata, Andy Kusnetzoff, Silvia Fernández Barrio, Carlitos Balá, Julian Weich, Chino Fernández, Katja Alemann, Alberto Cormillot, José Luis Gioia, Adrián Suar, Carlín Calvo, Gato Dumas, Héctor Larrea, Juan Alberto Badía, Horacio Embón, Guillermo Andino, Adolfo Castelo, Santo Biasatti, Enrique Pinti, Chiche Gelblung, Alejandro Dolina, Jorge Rial, Pancho Dotto, Laura Novoa, Ana Acosta, Andrea Pietra, Carolina Papaleo, Valentina Bassi, Federica Pais, Carlos Perciavalle, Sandra Ballesteros, María Carámbula, Romina Groppo, Joaquin Baldín, Francisco Emilio, Mago Marruen, Ante Garmaz, Laura Azcurra, Silvia Süller, Graciela Alfano, Teté Coustarot, Lucía Galán, Cris Miró, Aníbal Ibarra, Chacho Álvarez, Gustavo Béliz, Mauricio Macri, Carlos Ruckauf, Juan Martín Coggi, Oscar Ruggeri, Esteban Fernando González, Faryd Mondragon, Claudio Úbeda, Esteban Fuertes, los mellizos Guillermo Barros Schelotto y Gustavo Barros Schelotto, Nacho González, Florencia Romano, Turco García, Rubén Piaggio, Turu Flores, etc.

## Sketches y parodias
- Pavos Rangers (Parodia al programa infantil Power Rangers)
- Superhéroes jubilados (Disfrazados de Batman, Superman, Patoruzú, Tarzán)
- Kiss
- Rolling Stones
- The Batles (Parodia al último recital de The Beatles, con Juan Alberto Badía de invitado especial)
- Queen (Con Jorge Guinzburg cantando e imitando a Carlos Menem)
- El Club del Clan
- Bee Gees
- Beach Boys
- Abba
- Trollage People (Parodia a Village People)
- Michael Jackson (Imitado por Dady Brieva)
- Kuwait, soldados militares (Interpretados por Dady Brieva y Jorge Guinzburg)
- Romeo y Julieta
- Drácula
- La Raya (Parodia a El rayo)
- El Show de Fideomatch (Parodia a Videomatch)
- Día D (Parodia al programa conducido por Jorge Lanata)
- Chuquititas (Parodia a Chiquititas)
- Boliladro, una historia de odio (Parodia a Poliladron)
- Rolando Menem, taxista espacial
- Martines Fierros
- Aprendiendo control mental con Diego
- Fútbol de Cuarta (Parodia a Fútbol de Primera)
- Como pan calientes (Parodia a Como pan caliente)
- Zona de riesgo
- Alién, luz de luna (Parodia a Alén, luz de luna)
- Las 2 y 1/2 Marías (Parodia a Las Tres Marías, programa conducido por Las Trillizas de Oro)[2]
- Eternamente Manuela (Parodia a la telenovela homónima)
- 15 segundos con el gil del momento (Parodia a 15 segundos de los hits del momento)
- ¡Coman Ché! (Parodia al grupo de música tropical Commanche)
- Telenoche con Mónica y César
- El equipo de cuarta (Parodia a El Equipo de Primera)
- Los Tres Tristes Tigres del Trece son parte de tu vida (Parodia al institucional de El trece La tele es parte de tu vida)
- Los guardaespaldas (Sátira humorística a la película El guardaespaldas)
- 25 de mayo (Especial en alusión a la fecha patria)
- El jodido de Notre Dame (Especial parodiando a la película El Jorobado de Notre Dame)[3]
- Día de la dependiencia (Especial parodiando a la película Independence Day)
- El día que Menem conoció a Gardel (Parodia a la película El día que Maradona conoció a Gardel)
- Evita (Parodia a la película homónima)
- Entrevistas de Jorge Guinzburg (Similares a las del ciclo Peor es nada)
- Pelos al viento (Parodia a los Desfiles de Giordano)
- Muñecos de torta
- Los Hermanos Córdoba
- La Pampita Lady Di
- La Familia Ortega
- Cucarachas
- Juguetería
- La Ópera
- Los Caraculicos
- Cocina Internacional
- Curso de mimo
- Los Bebés
- Los Orientales
- Legends of Guitar
- Cursos de Mimo con el Juez Zapallo